# Xian de Dianjiang
Le xian de Dianjiang (垫江县 ; pinyin : Diànjiāng Xiàn) est une subdivision de la municipalité de Chongqing en Chine.

## Géographie
Sa superficie est de 1 518 km².

## Démographie
La population du district était de 881 702 habitants en 1999.

### Sources
- Géographie : (zh) Page descriptive (Phoer.net)
- (en) « Codes postaux de la municipalité de Chongqing »(Archive.org • Wikiwix • Archive.is • Google • Que faire ?)